# St. Petersburg Open 2015
St. Petersburg Open 2015 byl tenisový turnaj pořádaný jako součást mužského okruhu ATP World Tour, který se hrál v aréně Sibur na dvorcích s tvrdým povrchem Portable Rebound Ace. Konal se mezi 21. až 27. zářím 2015 v severoruském Petrohradu jako 20. ročník turnaje.
Turnaj s rozpočtem 1 090 000 dolarů patřil do kategorie ATP World Tour 250. Posledním přímým účastníkem v singlové soutěži byl 87. lotyšský hráč klasifikace a šampion z roku 2013 Ernests Gulbis. Nejvýše nasazeným tenistou ve dvouhře se stal pátý muž žebříčku Tomáš Berdych z České republiky, který po volném losu ve druhém kole vypadl s Italem Simonem Bolellim. Posedmé dokázal ve dvouhře na okruhu ATP World Tour triumfovat druhý nasazený Milos Raonic z Kanady. Soutěž čtyřhry ovládl filipínsko-finský pár Treat Conrad Huey a Henri Kontinen.
St. Petersburg Open se na okruh ATP Tour vrátil po roční pauze, když plánovaný Tel Aviv Open, jenž ho měl nahradit, se v letech 2014 a 2015 neuskutečnil. Událost také získala nové místo konání, arénu Sibur, a její dotace byla více než zdvojnásobena.

## Rozdělení bodů a finančních odměn

### Rozdělení bodů
| Soutěž  | vítězové | finalisté | semifinalisté | čtvrtfinalisté | 16 v kole | 32 v kole | Q  | Q3 | Q2 | Q1 |
| ------- | -------- | --------- | ------------- | -------------- | --------- | --------- | -- | -- | -- | -- |
| dvouhra | 250      | 150       | 90            | 45             | 20        | 0         | 12 | 6  | 0  | 0  |
| čtyřhra | 250      | 150       | 90            | 45             | 0         |           |    |    |    |    |

### Finanční odměny
| Soutěž                              | vítězové | finalisté | semifinalisté | čtvrtfinalisté | 16 v kole | 32 v kole |
| ----------------------------------- | -------- | --------- | ------------- | -------------- | --------- | --------- |
| dvouhra                             | $187 350 | $98 670   | $53 450       | $30 450        | $17 495   | $10 630   |
| čtyřhra                             | $56 920  | $29 920   | $16 210       | $9 280         | $5 430    |           |
| částka ve čtyřhře je uvedena na pár |          |           |               |                |           |           |

## Dvouhra

### Nasazení hráčů
| Země                         | Hráč                  | ATP | Nasazení |
| ---------------------------- | --------------------- | --- | -------- |
| Česko                        | Tomáš Berdych         | 5.  | 1.       |
| Kanada                       | Milos Raonic          | 9.  | 2.       |
| Rakousko                     | Dominic Thiem         | 20. | 3.       |
| Španělsko                    | Roberto Bautista Agut | 22. | 4.       |
| Španělsko                    | Tommy Robredo         | 27. | 5.       |
| Francie                      | Benoît Paire          | 32. | 6.       |
| Portugalsko                  | João Sousa            | 48. | 7.       |
| Kazachstán                   | Michail Kukuškin      | 49. | 8.       |
| Žebříček ATP k 14. září 2015 |                       |     |          |

### Jiné formy účasti na turnaji
Následující hráči obdrželi divokou kartu do hlavní soutěže:
- Jevgenij Donskoj
- Andrej Rubljov
- Michail Južnyj

Následující hráči postoupili z kvalifikace:
- Radu Albot
- Andrej Golubjev
- Jaraslav Šyla
- Alexandre Sidorenko

### Odhlášení
Před začátkem turnaje
- Pablo Andújar → nahradil jej Ernests Gulbis

## Čtyřhra

### Nasazení párů
| Země                                                                    | Hráč                | Země     | Hráč              | ATP  | Nasazení |
| ----------------------------------------------------------------------- | ------------------- | -------- | ----------------- | ---- | -------- |
| Filipíny                                                                | Treat Conrad Huey   | Finsko   | Henri Kontinen    | 76.  | 1.       |
| Rakousko                                                                | Julian Knowle       | Rakousko | Alexander Peya    | 76.  | 2.       |
| Polsko                                                                  | Mariusz Fyrstenberg | Mexiko   | Santiago González | 108. | 3.       |
| Rakousko                                                                | Philipp Oswald      | Kanada   | Adil Shamasdin    | 118. | 4.       |
| Žebříček ATP k 14. září 2015; číslo je součtem umístění obou členů páru |                     |          |                   |      |          |

### Jiné formy účasti
Následující páry obdržely divokou kartu do hlavní soutěže:
- Jevgenij Donskoj /  Konstantin Kravčuk
- Andrej Rubljov /  Michail Južnyj

## Přehled finále

### Mužská dvouhra
- Milos Raonic vs.  João Sousa, 6–3, 3–6, 6–3

### Mužská čtyřhra
- Treat Conrad Huey /  Henri Kontinen vs.  Julian Knowle /  Alexander Peya, 7–5, 6–3